# Hashmatullah Shahidi
Hashmatullah Shahidi (* 4. November 1994 in Lugar, Afghanistan) ist ein afghanischer Cricketspieler, der seit 2013 für die afghanische Nationalmannschaft spielt und seit 2021 deren Test- und ODI-Kapitän ist.

## Kindheit und Ausbildung
Shahidi wuchs in Lugar in der Nähe von Kabul auf. Sein Vater war Schulbuchautor. Er war Teil der afghanische Vertretung bei der ICC U19-Cricket-Weltmeisterschaft 2010 und 2014.

## Aktive Karriere
Shahidi gab sein Debüt in der Nationalmannschaft bei der Tour gegen Kenia im September 2013, wobei er sein Debüt im ODI- und Twenty20-Cricket gab. In der Folge konnte er sich vor allem im ODI-Team etablieren. Sein erstes Fifty über 72 Runs erzielte er im September 2016 in Bangladesch. Nach einem Jahr Pause im Nationalteam kam er in der Saison 2018 wieder zurück ins Team. Dabei absolvierte er sein Test-Debüt beim ersten Test des Afghanischen Teams, den sie in Indien im Juni 2018 bestritten. Ein weiteres Fifty folgte im August in der ODI-Serie in Irland. Daraufhin wurde er für den Asia Cup 2018 nominiert, wo er gegen Bangladesch zwei Fifties (58 und 71 Runs) und Pakistan ein weiteres (97* Runs) erreichte. Im März 2019 gelangen ihm gegen Irland ein Fifty (61 Runs) im Test und ein weiteres (52 Runs) in den ODIs. In der Vorbereitung zur folgenden Weltmeisterschaft erreichte er ein Fifty über 59* Runs in der ODI-Serie in Schottland. Beim Cricket World Cup 2019 erzielte er gegen Neuseeland (59 Runs) und gegen England (76 Runs) je ein Fifty.
Daraufhin dauerte es bis Januar 2021, bis er wieder ins Team kam, wobei er ein Fifty über 82 Runs gegen Irland erzielte. Im März konnte er dann in der Test-Serie gegen Simbabwe ein ungeschlagenes Double-Century über 200* Runs aus 443 Bällen erzielen und wurde als Spieler des Spiels ausgezeichnet. Kurz darauf wurde er bei der Absetzung von Asghar Afghan zum Kapitän für das Test- und ODI-Team ernannt. Im Januar 2022 erzielte er in der ODI-Serie gegen die Niederlande zwei Fifties (73 und 54 Runs). In Simbabwe erzielte er im Juni ein weiteres fifty über 88 Runs. In Sri Lanka folgte in der Saison 2023 ein Fifty über 57 Runs in Sri Lanka. Während des Asia Cup 2023 konnte er gegen Bangladesch (51 Runs) und Sri Lanka (59 Runs) jeweils ein half-Century erzielen. Daraufhin führte er das Team zum Cricket World Cup 2023, wo er gegen Gastgeber Indien (80 Runs), Sri Lanka (58* Runs) und die Niederlande (56* Runs). Insgesamt konnte das afghanische Team vier Siege bei der Weltmeisterschaft erzielen, scheid jedoch in der Vorrunde aus.
Während der Tour gegen Irland im März 2024 gelangen ihm zwei Fifties (50* und 69 Runs) in der ODI-Serie und ein weiteres im Test (55 Runs).